# Thlaspi szowitsianum
Thlaspi szowitsianum là một loài thực vật có hoa trong họ Cải. Loài này được Boiss. miêu tả khoa học đầu tiên.